# هاري ويب
هاري ويب (بالإنجليزية: Harry Webb)‏ هو نقابي وسياسي أسترالي، ولد في 2 فبراير 1908 في إنجلترا في المملكة المتحدة، وتوفي في 15 نوفمبر 2000. حزبياً، نشط في حزب العمال الأسترالي. وقد انتخب عضو مجلس النواب الأسترالي عن دائرة Division of Stirling ‏ (9 ديسمبر 1961 – 2 ديسمبر 1972) وانتخب عضو مجلس النواب الأسترالي عن دائرة Division of Stirling ‏ (10 ديسمبر 1955 – 22 نوفمبر 1958) وانتخب عضو مجلس النواب الأسترالي عن دائرة Division of Swan ‏ (29 مايو 1954 – 10 ديسمبر 1955).